# Grimmelsberg (Tarbek)

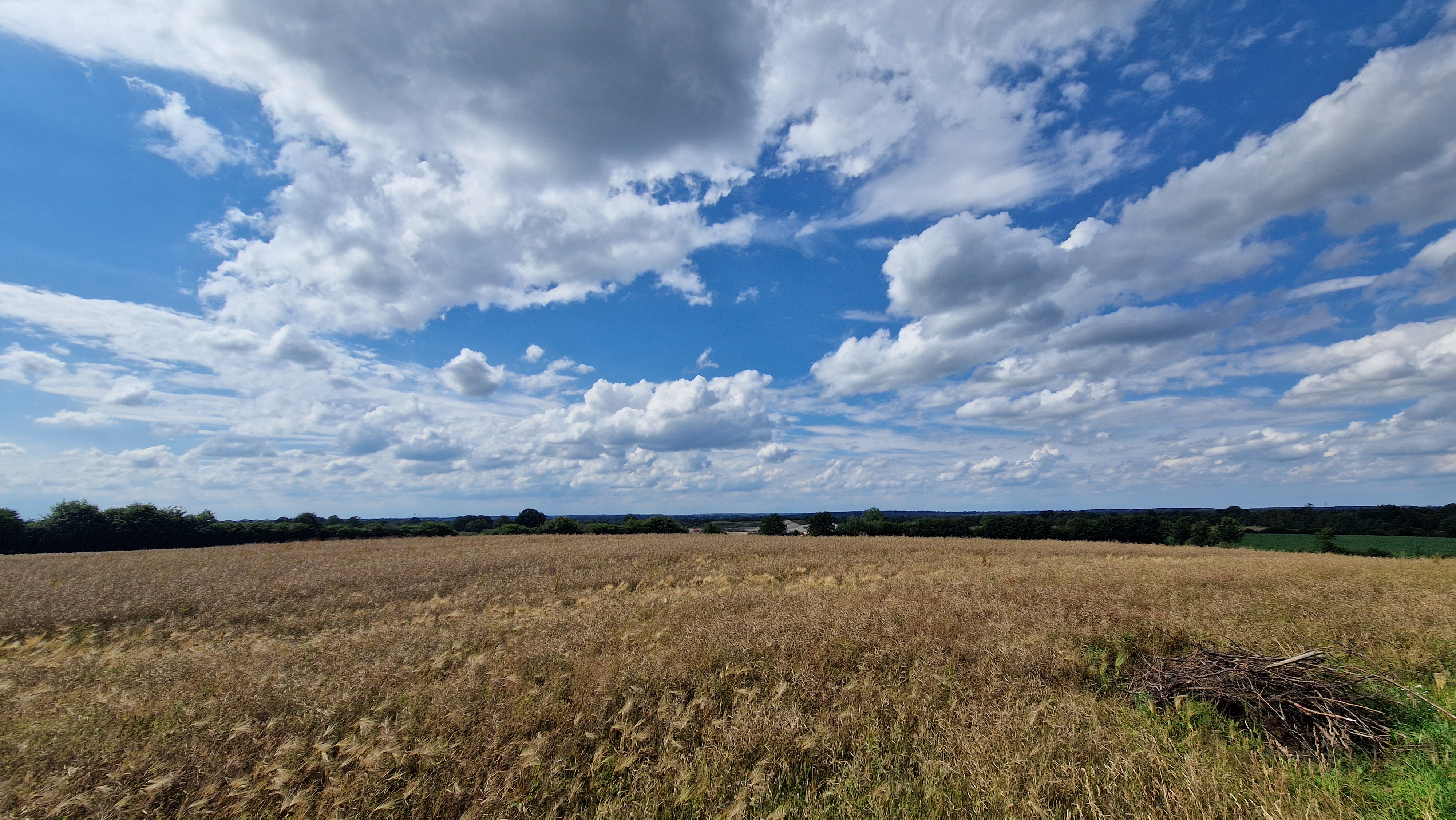
Blick vom Grimmelsberg (Juli 2024)

Der Grimmelsberg ist die fünfthöchste Erhebung im Kreis Segeberg. Er befindet sich nördlich von Tarbek und ist 83 m hoch. Die Erhebung ist als Geotop ausgewiesen.